# عمارة رومانية

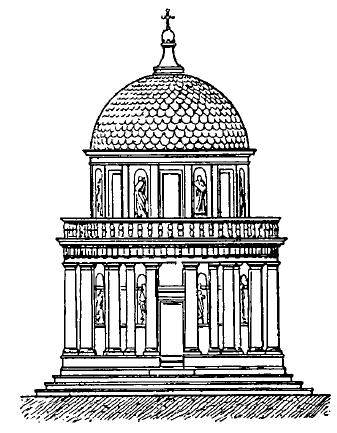
سان بيترو في مونتوريو (Montorio)

امتدت الامبراطورية الرومانية على مساحة واسعة وكونت أحد أكبر الامبراطويات القديمة وكانت عاصمتهم روما، واعتمد الرومان اللغة الخارجية للعمارة اليونانية وناسبوها لاحتياجتهم كما في الإمبراطورية الرومانية الشرقية والتي كان مركزها سوريا.، مع ذلك رؤيتهم الفضائية، كانت مختلفة جذرياً عن العمارة اليونانية وشكل البناء عكس هذا الاختلاف تماما، الفرق الرئيسي هو الطابع السياسي والاجتماعي: الهيكل اليوناني كان مشكل من العديد من المدن - والدول التي إتضحت فيها فنون العمارة الرومانية، الرومان فتحوا العديد من البلاد وأخضعوها لسلطتم، لذلك كانوا بحاجه إلى عدد من المباني والمعابد والهياكل العامة والقلاع للمراقبة والتخطيط للطرق الرومانية، ترك الرومان عشرات المدن الرومانية ذات التخطيط المتقن والكثير جداً من المواقع الأثرية الهامة تنتشر من روما إلى آسيا الصغرى وسوريا وتمتد إلى مناطق في شمال أفريقيا وفي آسيا، وتمثلت العمارة الرومانية في المعابد والقلاع والكنائس والقنوات المائية والطرقات والقناطر والخزانات والمنازل والمباني الرسمية والكثير من المعالم التي تمثل أهم معالم الحضارات.
تعتبر العمارة الرومانية كغيرها من النماذج المعمارية الأخرى، حصيلة الفنون والحضارات السابقة والمحيطه وأهمها الإغريقية، ولكن الرومان طبعوها بطابعهم الخاص الذي لا يمكن أن يخطئه أحد وكانت رابطته بالماضي قويه معبره في نماذج المعابد المختلفة التي تشهد بعظمتها في تاريخنا المعاصر.

## أهم مميزات العمارة الرومانية
وأهم ما يميز العمارة الرومانية هو الطريق الجديد الذي أنتهجته هذه العمارة حيث إنها إتجهت إلى الاهتمام بالمباني الدنيويه عن الدينية وعن الأماكن العامة عن الخاصة وأيضاً استخدام العقود بأشكالها المختلفة والتي إتخذت عدة أشكال جميله؛ وأهم معالم ومميزات العمارة الرومانية: القوة، قلة التكاليف، المرونة التامه، سهولة الوصول إلي وحدات متسعه. أظهرت أعمال المعماريين الرومان عدم اهتمامهم بالمعابد الدينية فكانوا يكتفون بمحراب في كل بيت، ومن أهم المعابد الدينية والذي يعتبر نموذجاً آخر من النماذج المعمارية «سيباي» في «تيفولي» وقد استخدمت فيه الخرسانة والتي استخدمت من قبل الشرق ولكن في التحصينات، وقد عرف الرومان كيفية إخفاء الشكل الغير مقبول للخرسانة عن طريق تكسيتها بالطوب أو الحجر.
وقد تميز الإبداع والفن في العمارة الرومانية بالصعوبة والتعقيد الذي لم يكن ملحوظاً في العمارة الإغريقيه بسبب الابتكارات المعمارية التي أنشأت عناصر معماريه جديده مثل: العقود، قبوات، والقباب جميعها باستخدام الخرسانة.
وعمارة الرومان مكنتهم من بناء قبوات وقباب واسعه باستعمال الحديد مثل:
1. القبوة نصف الإسطوانيه: محمله على حائطين متوازيين. 2. القبوة المكونة من قبوتين نصف إسطوانتيتين متقابلتين. 3. القبوة نصف الكرويه.

## المعابد الرومانية
يعتبر معبد فورتينا فيرليس النموذج الأول للمعابد الرومانية التي حققت طموح الرومان في الحصول على صالات متسعة رحبة لعرض التماثيل والأسلحة والأدوات التي اغتنموها من حروبهم، والنموذج الثاني هو معبد سيباي والذي كان عبارة عن كوخ مستدير في الريف الروماني ثم تم إنشائه بالحجر ويملك واجهات جميلة ورشيقة وداخل الصالة يحتوي على شبابيك وأبواب تم بناؤها بالحجر المنحوت والجدران تم بناؤها بالخرسانة ولأول مرة بكسر الأحجار والطوب وخلافه ثم غطيت الحوائط بكسوة من قطع الأحجار الصغيرة وقد استخدمت هذه المباني قبل ذلك بألفي عام في الشرق ولكنها أصبحت علامة مميزة للحضارة الرومانية وذلك لسهولة تشكيلها ورخص ثمنها وسهولة الوصول على تصميم وحدات متسعة.
وما يميز الرومان أنهم استطاعوا أن يخفوا تلك الخرسانة تحت غطاء جميل من الطوب أو الحجر أو الرخام أو بطلاء أبيض ناعم ولكنها اليوم معظمها عارية على عكس الأطلال الإغريقية والتي ما زالت تتمتع برونقها وجمالها حيث ظهرت الخرسانة العارية القبيحة التي بنيت بها المعابد الرومانية.
كانت تبنى عادة المعابد الرومانية إما مواجهة لمصدر الضوء أو مواجهة لميدان عام وكان للموقع أهمية كبرى في التصميم واهتم الرومان بمداخل المعابد ولم يهتموا بأن يكون المعبد في موقع يسمح برؤيته من جميع الاتجاهات كما كان عند الإغريق.
وتم تصميم المعابد الرومانية على نوعين رئيسيين، فهي إما مستطيلة الشكل أو دائرية، وكانت المعابد عامة تحتوي على خلوة واحدة متسعة ورواق من الأمام، ويعد أشهر المعابد المستطيلة (معبد فينوس):
هذا المعبد مقام على قاعدة طولها 540x 521 قدم وبه 200 عمود من الجرانيت المصري وتحتوي الواجهة على أعمدة من النظام الكورنثي ومن مميزاته أيضا أنه كان يحتوي على هيكلين ويمتاز بسقفه المغطى بالقرميد الزجاجي المغطى بطبقة من البرونز المذهب التي نزعت عنه عام 625 لتغطية سقف كنيسة سانت بيتر روما ولذا يمكن أن نتصور مقدار ما كان لهذا المعبد من روعة وجمال من حيث التنسيق الهندسي وروعة الفن التشكيلي المنبثق من التكوينات المعمارية والعناصر الفنية.

## المقابر
كانت المقابر الرومانية التي تعتبر في منتهى البساطة من حيث المسقط الأفقي العام والمكونات والعناصر تنقسم في عهد الرومان إلى ثلاثة أنواع:
1. القبور: وهي عبارة عن أقبية تحت الأرض وبحوائط فتحات معقودة للوصول إلى رفات الموتى بعد حرقها.
2. القبور التذكارية: وهي عبارة عن أبنية مستديرة الشكل ذات اتساع معين محاطة ببواكي وترتكز على أسفال مرتفعة وسقف مخروطي الشكل.
3. القبور الهرمية: وقد أدخلت في روما عقب فتح مصر عام 30 ق.م. على شكل أهرام.

## المسارح والمدرجات
تم تصميم المسارح الرومانية على شكل نصف دائرة مثل الإغريقية وكانت تبنى على مواقع مسطحة مقامة على عقود من الحجر ونقط ارتكاز معمارية وإنشائية بالطرق العادية المستعملة.
أما المدرجات فكانت تعبر عن عمل واضح لحياة الرومان من حيث القوة، الروعة، القسوة، الوحشية حيث تقام المعارك بين الاسرى والوحوش لتسلية المشاهدين، وأشهر هذه المباني هو «الكولوزيوم» عام 70-82 ق.م.
تم تصميم الكولوزيوم بمسقط أفقي بيضاوي الشكل، يحتوي على 80 باكية خارجيه لكل طابق يحيط بالجزء الداخلي حائط بارتفاع 50 م وخلفه اليوديوم وهي مدرجات الإمبراطور وحاشيته.
يتسع الكولوزيوم لثمانين (80) ألف متفرج، يبلغ ارتفاع الواجهات 52 م مقسمة أربعة أدوار وكان الدور الأرضي مزداناً بأصناف أعمدة على الطراز التوسكاني والايواني والكورنشي وكانت الأعمدة مخالفة للموديول، ويحمل الطابق الأول اعمدة من النوع الدوري (وهو أبسط وأقدم نوع من الاعمدة في الهندسة المعمارية الاغريقية) ويليه طابق تحمله اعمدة من النوع الايوني (نسبة إلى ايونيا اليونانية) ثم ترى الطابق الثالث تحمله اعمدة من النوع الكورنثي (نسبة إلى كورنث في اليونان التي اشتهرت قديما بالترف والتهتك وتزدان تيجان الاعمدة بزخارف تشبه اوراق الاشجار) وله ثمانون مدخلا مثل ملاعب المدن الرياضية الحديثة أما داخله فينقسم إلى ثلاثة اقسام: المسرح المدور أو مكان التنافس والمنصة العالية ومقاعد المتفرجين وتنقسم حسب طبقاتهم من الاشراف وأعضاء مجلس الشيوخ وبقية أفراد الشعب.
بدأ إنشاء الكولوسيوم عام 72 بعد الميلاد ودشنه الإمبراطور تيتوس الذي هدم المعبد في القدس بعد 8 سنوات من البناء فأقيمت فيه الألعاب الرياضية لمدة مائة يوم قتل خلالها خمسة آلاف حيوان مفترس ونصب البحارة خياما وأشرعة على سقفه لحجب ضياء الشمس القوية عن المتفرجين، وسمي كولوسيوم نسبة إلى تمثال نيرون البرونزي الضخم في شكل اله الشمس وارتفاعه 38 مترا، والذي كان منتصبا بالقرب من المدرج في أول شارع النصر (أو المنصة الامبراطورية الآن) بعد أن جره 12 فيلا لإقامته في ذلك الموقع وبني بالقرب منه قوس قسطنطين عام 315 بعد الميلاد تكريما لنصر الإمبراطور الذي بنى القسطنطينية والذي قلده الفرنسيون في قوس النصر بباريس.
ومن أهم الابتكارات المعمارية الرومانية هنا:
1. الأكتاف الكبيرة التي تحمل ثلاثة أدوار من البواكي وتدور حول المبنى من الخارج.
2. الطريقة الزخرفية في استعمال الأنظمة المختلفة الواحدة فوق الأخرى وهي طريقة تستعمل في العمارة الإغريقية.
3. الكورنيش العظيم المستمر بانتظام في أعلى المبنى.

## أقواس النصر
هي عبارة عن بناء ضخم من الحجارة مزين بنقوش تاريخية متصلة به أعمدة محمولة على قواعد مرتفعة تحمل تتمة البناء بشكل دورة منقوش عليها بالكتابة السبب الذي شيد من اجله حيث كانت تشير للأباطرة والقواد تذكاراً لانتصاراتهم وقد استعمل الطرازين الكرونيشي والمركب وأشهرهما:
1. قوس نصر تيتوس
شيد عام 18 ق.م، في بيت المقدس وهو قوس ذو فتحة واحدة وعلى الواجهتين نصف أعمدة ملتصقة وفي الأركان ثلاثة أرباع عمود على النظام المركب.
2. قوس نصر سيتمس
شيد عام 204، وهو قوس ذو ثلاث فتحات مصنوع من الرخام الأبيض وترتكز عقوده على أكتاف في مقدمتها أعمدة على النظام المركب، ويحتوي الكتف القبلي على سلم يوصل إلى الأعلى. ومن أشهر وأفضل الأقواس الرومانية أيضاً قوس الإمبراطور قسنطنطين الذي شيد في عام 315 ق.م.

## المساكن الرومانية
تنقسم المساكن الرومانية إلى نوعين رئيسيين هما:
1. مسكن العائلة المفردة: وهو النوع المفضل من المساكن الفردية المخصصة لسكن الأسر الغنية من معالمه المميزة وجود صالة مربعة أو مستطيلة تتوسط المسكن مضاءة من السقف تتجمع حولها الحجرات ويحمل السقف المفتوح إلي السماء عند أركان الفتحة أربعة أعمدة كورنثية وفي أرضية هذه الصالة حوض غير عميق يستقبل مياه المطر من فتحة السقف وتتصل هذه الصالة بحديقة خارجية ويحيط بالمسكن حوائط صماء لحجبه عن الشارع وتوفير عوامل الخصوصية.
2. مجمع المساكن: عبارة عن عدة مساكن مجتمعة في مبنى واحد وهي مبنية من الخرسانة والطوب تشكل في مجموعها ومن تكويناتها أفنية داخلية ويحتوي الدور الأرضي على محلات تجارية وحواصل ودكاكين وحانات ولم تكن لها علاقة بالمساكن العلوية، وتصل الأدوار السكنية في المباني من حيث الارتفاع إلى خمس طوابق.

## الأعمدة الرومانية
النمط المعماري للأعمدة الرومانية جاءت طرز الأعمدة الرومانية على ثلاث أنواع هي:
1 - الطراز الدوري Doric ظهر في سواحل البيلوبونيز وإيطاليا وصقلية لم ينسب إلى الأم الدورية، ونشأ منه نوعان: الدوري الإغريقي، والدوري الروماني.
2 - الطراز اليوني Ionic ويعتقد بأن جذوره تعود إلى أصول رافديه وحيثية وظهر في العمارة الكنعانية الفينيقية وتوجد أمثله له في الأطلال الفينيقية بما يدعى (السابق للايوني،(Preionic ثم تسنى له الانتقال إلى اليونان عن طريق آسيا الصغرى وانتشر بها أواسط القرن السادس قبل الميلاد، ثم إلى سواحل بحر إيجة وبعض الأراضي الشرقية التي كانت تحت حكم اليونان.
3 - الطراز الكورنثي Corinthian ، وورد من أصول العمارة المصرية ثم انتقل إلى الإغريق ونشأ في مدينة أثينا في القرن الخامس قبل الميلاد، واشتقت تسميته من مدينة كورنث اليونانية، وطوره الرومان في حقبة لاحقة. ويتشكل تاجه من نسقين من أوراق نبات الأقنثا. وظهر من هذا الطراز نوعان: الكورنثي الإغريقي، والكورنثي الروماني.
واستعمل الرومان في عمارتهم نفس طرز الأعمدة الإغريقية الدوري والايوني والكورنثي، وأدخلوا عليها بعض التعديلات، كما طوروا الطراز الدوري فعرف باسم: الدوري الروماني، وكذلك الكورنثي الروماني، وفي بعض الأحيان كانوا يدمجون الطرز الثلاثة في عمود واحد. وكان للنهج الكورنثي النصيب الأكبر في الانتشار والشيوع أكثر من غيره، ونشاهد ذلك في آثار تدمر، وفي بدايات هذا العهد نشأ منه نوع مطور نشاهده في أطلال مدينة أفاميا حيث يأخذ بدن العمود شكلا حلزونيا مع بقاء التاج كورنثي الطراز.

## تيجان الأعمدة
وفيما يخص تيجان الأعمدة، استعمل الرومان في عمارتهم نفس طرز التيجان الإغريقية: الدوري والايوني والكورنثي، وأدخلوا عليها بعض التعديلات، كما طوروا الطراز الدوري فعرف باسم: الدوري الروماني، وكذلك الطراز الكورنثي الذي عرف بالروماني، وفي بعض الأحيان كانوا يدمجون الطرز الثلاثة في تاج واحد.وكان للنهج الكورنثي النصيب الأكبر في الانتشار أكثر من غيره، ونشأ منه نوع مطور نشاهده في أطلال مدينة أفاميا. كذلك ظهر طرازان جديدان هما:
1. التوسكاني Tuscan وهو طراز دوري روماني تاجه بسيط غير مزخرف، وقد عم في عمارة المغرب العربي إبان حروب (الاسترجاع) التي قامت بين الشاطئين الشمالي والجنوبي للبحر المتوسط في القرون الوسطى، ونقلها البناءون من أسرى الحروب الأوربيين إلى تلك الديار.
2. المركب Composite نموذج طوره الرومان في حقبة متأخرة، ويتألف تاجه في نصفه العلوي من الزخرفة اليونانية، ونصفه السفلي من الكورنثية.